# スラッシュ・エアクラフト
スラッシュ・エアクラフト（英語：Thrush Aircraft, Inc）は、ジョージア州オールバニ に本拠を置くアメリカの航空機メーカー。農業用航空機であるスラッシュシリーズを製造する。

## 歴史
1965年にロックウェル・スタンダードが買収したスノー・エアロノーティカルの工場が起源となっており、1977年11月23日、エアーズ・コーポレーションに買収されるまでロックウェルのエアロコマンダー（農業機部門）として稼働していた。しかし、買収後に農業機の売りが低迷したことで開始された貨物機「エアーズ LM200 ロードマスター」の失敗と開発費用が重く圧し掛かかり、2001年7月にエアーズは連邦倒産法第11章の申請を行い経営破綻した。
製造していた「S-2」機の型式証明（販売権利）はクオリティ・エアロスペース社に譲渡されている。2003年に工場は地元のビジネスマンであったラリー・ベイズとペイン・ヒューズの2名によって買収され、社名をスラッシュ・エアクラフトに変更し再出発。その1ヶ月後、クオリティ・エアロスペース社はS-2の権利をスラッシュ・エアクラフトに譲渡している。
2005年時点で従業員は150名であったが、2013年には185名まで増加した。
スラッシュ 510は2009年に導入が行われている。山火事の空中消火用途として設計された「510G スイッチバック」と命名された最初の2機は、2017年にジョージア州林業委員会に納入された。
2019年9月にスラッシュ・エアクラフトは2度目の破産手続きに入ったことで、経営再建のためのリストラを開始し、113名の従業員が解雇された 。この経営再建のため新CEOとしてマーク・マクドナルドが就任した。

## 製品

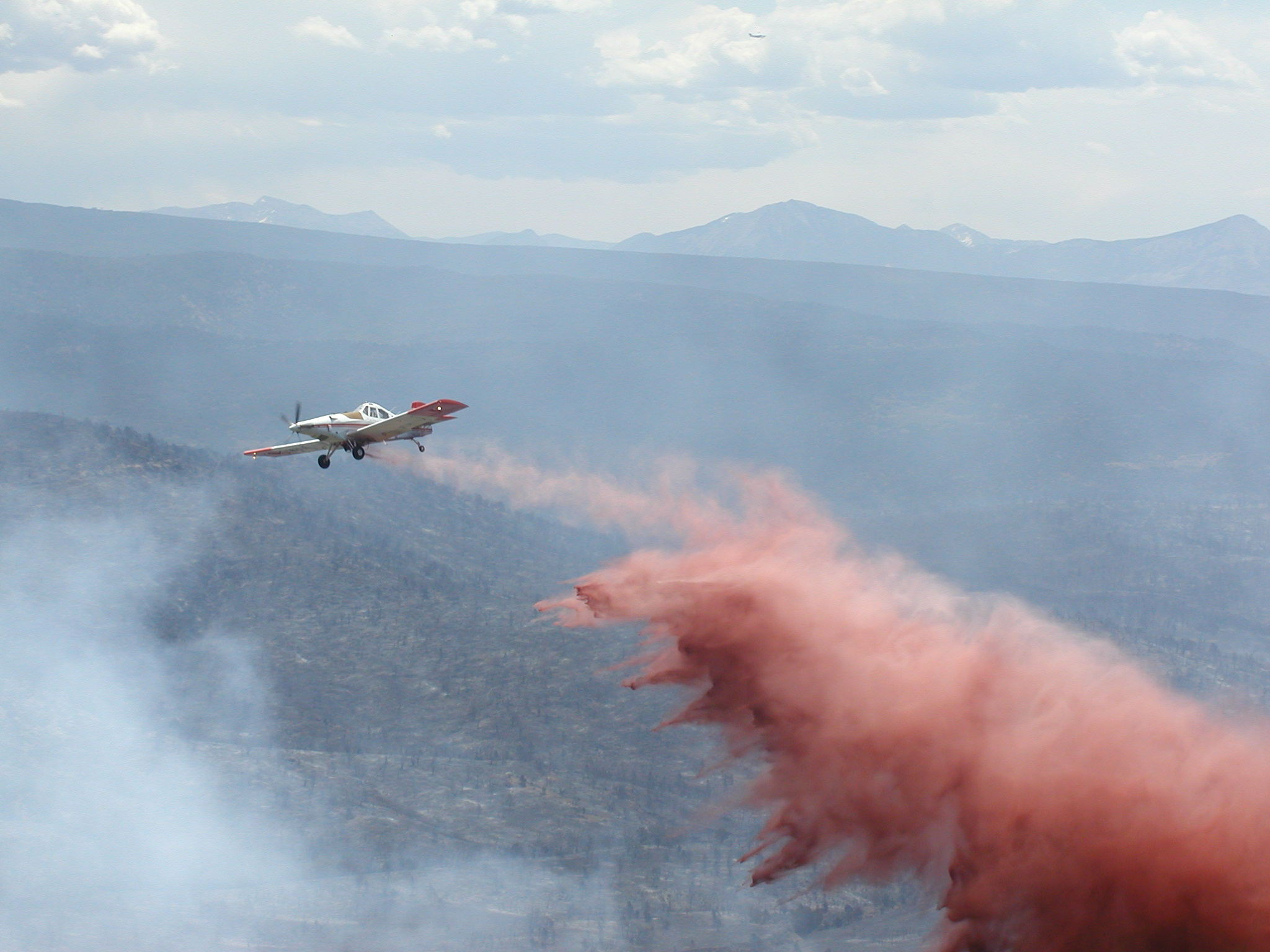
山火事消火活動で消火剤を散布中のファイヤーバード

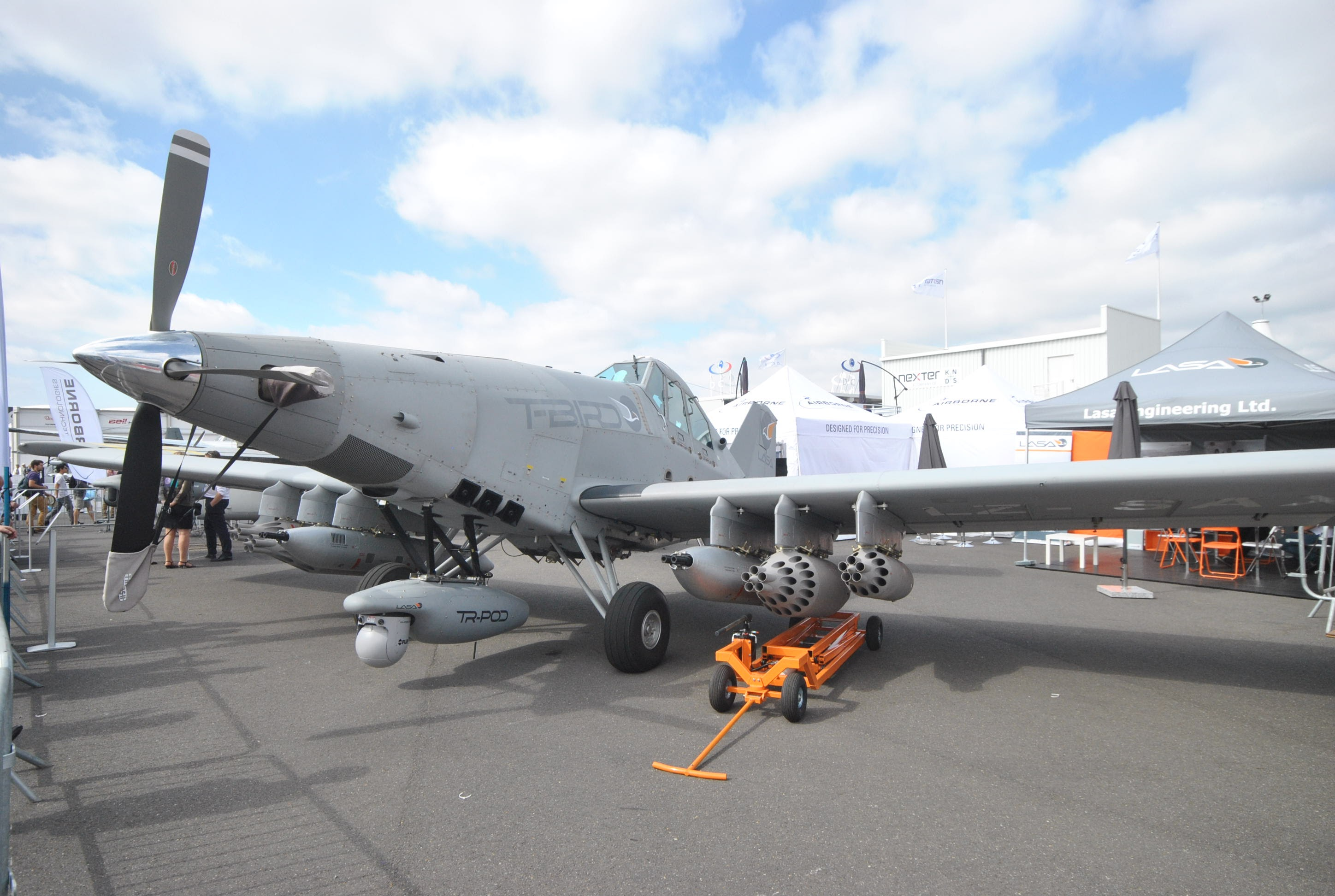
2017年のパリ航空ショーで展示された軍用型Thrush 510G

| 型式名   | 初飛行年 | 製造機数 | タイプ                       |
| -------- | -------- | -------- | ---------------------------- |
| 510      | 2009年   |          | 単発式農業用単葉機           |
| 550      |          |          | 単発式農業用単葉機           |
| 710      |          |          | 単発式農業用単葉機           |
| 510P     |          |          | 単発式農業用単葉機           |
| 510P2    |          |          | 単発式農業用単葉機           |
| 510P2＋  |          |          | 単発式農業用単葉機           |
| 710P     |          |          | 単発式農業用単葉機           |
| Firebird |          |          | 単発式山火事消火活動用単葉機 |